# Iglesia de Santa Juana de Arco (Niza)

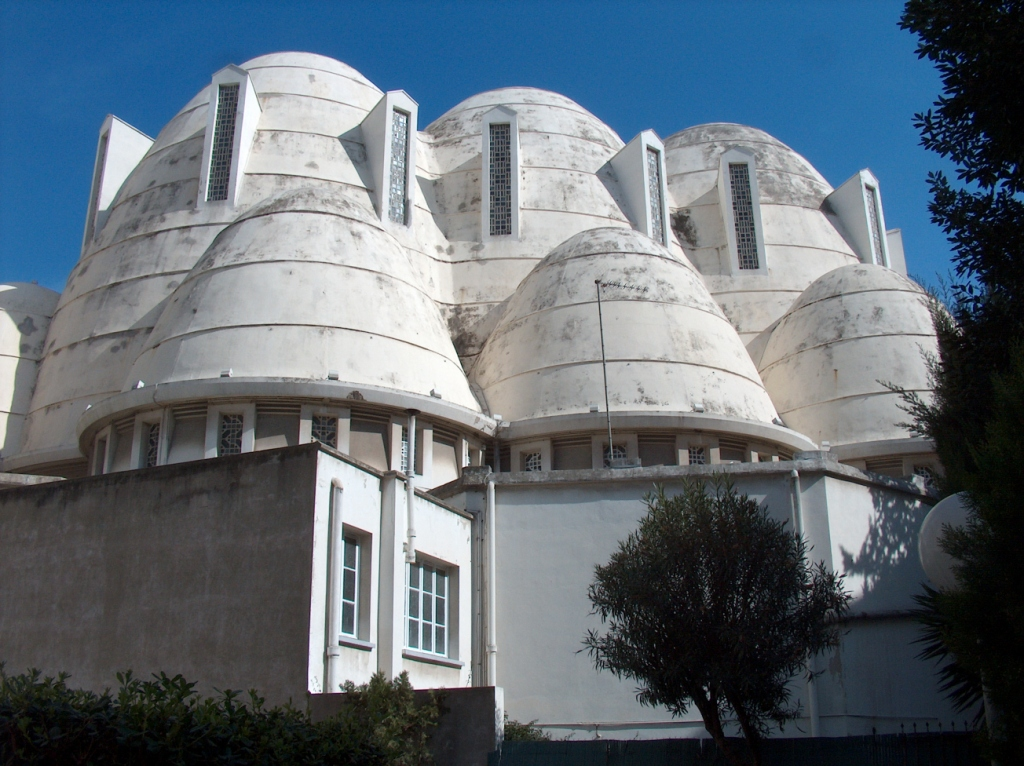
Lateral de la iglesia

La iglesia [de] Santa Juana de Arco (en francés: église Sainte-Jeanne-d'Arc) de Niza es una iglesia católica de Francia del siglo XX, erigida en Niza, en el barrio de Fuon-Cauda y conocida por su original arquitectura. Es una iglesia parroquial dedicada a santa Juana de Arco.

## Historia
En 1914, el padre Quillery fue nombrado párroco de la nueva parroquia de Saint Jérome. Se propusieron entonces los primeros proyectos para una nueva iglesia. El arquitecto de Niza Louis Castel inició las obras en 1914 y realizó los cimientos y una cripta. La muerte de este último y el estallido de la Primera Guerra Mundial llevaron al abandono de la obra. Después de la guerra, otro arquitecto francés Jacques Droz construyó en 1924 una segunda cripta. Ambas criptas son el soporte del nuevo edificio. En 1931 se colocó un sótano de hormigón sobre las dos criptas. Entre 1932 y 1934, la iglesia fue construida usando hormigón armado. Droz empleó la técnica de la lámina delgada para las cúpulas que tienen un espesor de 45 cm en la base pero solo 8 cm en la parte superior.
La iglesia está clasificada monumento histórico de Francia por decreto de la   12 de junio de 1992. En 2009 se llevaron a cabo trabajos de restauración. El edificio ha sido distinguido con la etiqueta Label « Patrimoine du XXe siècle ».(Patrimonio del siglo XX).
.

## Arquitectura
El uso del hormigón armado visto, un nuevo material en ese momento, permitió una construcción original en un estilo futurista, influenciada por el Art Nouveau. Ocho cúpulas elipsoidales soportan tres grandes cúpulas ovoides. En el interior, estas tres grandes cúpulas solo están soportadas por cuatro pilares, lo que permite un volumen interior sorprendente con bóvedas altas 25 m. La forma angular de la flecha está en oposición con las fuertes curvas de las cúpulas. Originalmente, las cúpulas debían cubrirse con placas de cobre, pero no se colocaron por razones presupuestarias.
El campanario, de 64 m  de altura y con aguja esbelta y perforada, se supone que representa al cirio pascual.  Su forma angular contrasta con las curvas de las cúpulas. Las pinturas interiores al fresco de 95 m² del Vía crucis fueron ejecutadas por Eugène Klementieff en 1934. Las pinturas estuvieron inspiradas en el cubismo, en los iconos ortodoxos rusos y en el Quattrocento italiano. La iglesia a veces es llamada el «merengue» (merengue) debido a su color blanco.
Anteriormente, el sótano de la iglesia albergaba el cine Jeanne d'Arc, cuya entrada estaba en la rue Charles Peguy.